# Fujiwara no Michimasa
Fujiwara no Michimasa est un nom japonais traditionnel ; le nom de famille (ou le nom d'école), Fujiwara, précède donc le prénom (ou le nom d'artiste).
Fujiwara no Michimasa (藤原道雅) (992 - 25 août 1054) est un noble de cour (kugyō) et poète japonais du milieu de l'époque de Heian. Il est connu sous les pseudonymes Michimasa Sanmi (道雅三位) et Ara Sanmi (荒三位), entre autres.
Il est le petit-fils de Fujiwara no Michitaka et de Takashina no Kishi et le neveu de Fujiwara no Teishi, épouse de l'empereur Ichijō. Son père est le jundaijin Fujiwara no Korechika et sa mère la fille du dainagon Minamoto no Shigemitsu qui a pour fils le moine bouddhiste Kagujo.
Son grand-père Michitaka éprouve une grande tendresse pour Michimasa jusqu'à sa mort en 995. L'année suivante, son père est impliqué dans un incident avec l'empereur Kazan car il tire une flèche qui ne peut être utilisée que par le souverain. Il est alors exilé de Kioto et rétrogradé au rang de dazaigon no Sochi. En 1004, Michimasa reçoit le titre de jugoi et en 1011, il est nommé assistant du prince Atsuhira (futur empereur Go-Ichijō). Lorsque celui-ci monte sur le trône en 1016, il nomme Michimasa kurodonotō et le promeut bientôt Jusanmi. Cependant, Michimasa est accusé la même année d'adultère avec la princesse impériale Tōshi, saiō (grande prêtresse) du sanctuaire d'Ise-jingū, ce qui provoque la colère de l'« empereur retiré » Sanjō, père de la princesse, qui le punit de la censure impériale.
En 1024 survient un incident au cours duquel une princesse impériale, la fille de l'« empereur retraité » Kazan, est tuée et où un chien errant mange son corps. Cet incident amène à la répudiation de la cour impériale tandis que l'affaire est confiée au kebiishi, les forces de police impériales. Il faut attendre l'année suivante, 1025, pour que soit arrêté un moine bouddhiste soupçonné qui accuse Michimasa d'être responsable du meurtre de la princesse. L'affaire n'est pas résolue et l'histoire est rapportée dans le journal Ōki de Fujiwara no Sanesuke, mais Michimasa doit démissionner en 1026 de ses charges administratives de Konoefu et de Ukyō Gondaibu. En 1045, il est promu Sakyo Daibu et nommé en 1051 à un poste administratif dans la province de Bitchu. En 1054, il se retire de la vie publique et organise des utaawase (concours de waka), se fait moine bouddhiste et meurt la même année.
Il est connu pour ses poésies waka et son nom est retenu dans la liste d'anthologie Chūko Sanjūrokkasen ainsi que dans le Hyakunin isshu. Six de ses poèmes sont inclus dans l'anthologie impériale Goshūi Wakashū. 

## Source
- Peter McMillan (2008) One hundred poets, one poem each: a translation of the Ogura Hyakunin Isshu. New York: Columbia University Press.  (ISBN 978-0-231-14398-1)

## Source de la traduction
- (es) Cet article est partiellement ou en totalité issu de l’article de Wikipédia en espagnol intitulé « Fujiwara no Michimasa » (voir la liste des auteurs).